# Алкохолно пиће
Алкохолно пиће је пиће које садржи значајан износ психоактивне дроге етанол (неформални назив алкохол), неуротоксични депресант који у нижим дозама изазива:
- еуфорију,
- смањење нервозе,
- друштвеност, док у већим дозама доводи до:
- пијанства,
- ступора,
- губитка свијести.

Дугорочно узимање алкохолних пића може довести до злоупотребе алкохола, физичке зависности и алкохолизма.
Испијање алкохола игра веома битну друштвену улогу у многим културама. Већина земаља има законе којима се регулише производња, продаја и конзумирање; неке земље са већинским муслиманским становништвом забрањују потпуно такве активности. Међутим, алкохолна пића су легална у великом дијелу свијета. Свјетска индустрија алкохолних пића премашила је 1 трилион 2014. америчких долара године.
Алкохолна пића су једно од најраширенијих рекреативних дрога на свијету. У Сједињеним Државама 89% одраслих људи пије алкохол у неком тренутку, 70% је пило у прошлој години, а 56% у посљедњих мјесец дана. Алкохолна пића су обично подијељена у три групе — пива, вина и жестока пића — и обично садрже између 3% и 40% алкохола у себи.
Откриће крчага из касног каменог доба указују на то да су намјерно ферментисана пића постојала најкасније у раном неолиту (око 10.000 прије н. е.). Многе животињске врсте, поред људи, конзумирају алкохол када за то добију прилику и он има исто дејство на њих као и на човјека, иако су људи једина врста која зна како да намјерно произведе алкохолно пиће.

## Ферментисана пића

### Вино
Вино је ферментисано пиће настало од грожђа. Вино захтијева дужи процес ферментације од пива и такође дужи процес стајања (мјесеци или године), што резултира 9—16% алкохола. Пјенушава вина могу бити направљена помоћу секундарне ферментације.
„Воћна вина” су направљена од воћа као што су шљиве, вишње или јабуке. „Пиринчана вина” као што је саке су направљена од пиринча.

### Пиво
Пиво је ферментисано пиће настало пасирањем зрна. Прави се од зрна јечма или од смјеше зрна. Ако је ферментисана каша дестилована, тада је то пиће жестоко. Пиво је највише конзумирано алкохолно пиће на свијету.

### Цидер
Цидер је ферментисано пиће направљено од било ког воћног сока; сок од јабуке (традиционални и најчешћи), брескве, крушке или неког другог воћа. Цидер садржи 1,2—8,5% алкохола, а понекад и више. У неким областима, цидер се назив и као „јабуково вино”.

### Медовина
Медовина је ферментисано пиће направљено од меда и воде, понекад са разним воћем, зачинима, зрневљем или хмељом. Може садржати 8—20% алкохола. Дефинишући карактер медовине је то да већина ферментисаног напитка долази од меда.

## Дестилована пића
Дестилована пића су алкохолна пића настала дестилацијом етанола насталог ферментацијом житарица, воћа или поврћа. Незаслађена, дестилована, алкохолна пића која садрже најмање 20% алкохола називају се шпиритус. У познатијим дестилованим пићима, као што су вотка или виски, садржај алкохола је око 40%. Термин тешки алкохол (енгл. hard liquor) користи се у Сјеверној Америци како би се разликовала дестилована од недестилованих пића. Вотка, ракија, џин, текила, виски, бренди или мастка само су нека од дестилованих пића. Дестилација концентрише алкохол и уклања неке од конгенера. Замрзнута дестилација концентрише етанол заједно са метанолом и фузеловим алкохолом у еплџеку.
Десертно вино је вино, које као и порто или шери, ком је додато дестиловано пиће (као што је бренди). Десертна вина се разликују од шпиритуса направљених од вина по томе што се шпиритус производи дестилацијом, док је десертно вино само вино коме је шпиритус додат. Развијене су разне врсте десертних вина, као што су порто, шери, мадеира, марсала, командарија и ароматизовано вино вермут.

### Поправљени шпиритус
Поправљени шпиритус, познат и као „неутрални житни шпиритус”, алкохол је који је пречишћен путем „поправљања” (нпр. поновљеном дестилацијом). Термин „неутралан” односи се на шпиритус који нема укус који би био присутан да су састојци каше дестиловани на нижи ниво алкохолне чистоће. Поправљени шпиритус нема никакву арому ни када се она дода након дестилације (као што је нпр. џин). Друге врсте шпиритуса, као што је виски, дестиловане су на мањи проценат алкохола у циљу очувања укуса каше.
Поправљени шпиритус је чиста, безбојна, запаљива течност која може садржати и до 95% алкохола. Најчешће се користи у медицинске сврхе. То може бити шпиритус од житарица или од неких других биљака. Користи се у мјешовитим пићима, ликерима, тинктурама, али као и растварач у домаћинствима.

## Утицај на здравље
Алкохолна пића су од стране Међународне агенције за истраживање рака (МАИР) стављени у прву групу карциногена (карциногено за људе). МАИР класификује конзумирање алкохолних пића као узроке рака дојке, дебелог цријева, гркљана, јетре, једњака, уста и главе и врата; као и један од вјероватних узрочника рака гуштераче.
Алкохол у газираним пићима се апсорбује брже него у негазираним.

### Краткорочни ефекти
Вино, пиво, дестилована пића и остали алкохолна пића садрже етанол и конзумирање алкохола има краткорочне психолошке и физиолошке ефекте на корисника. Различите концентрације алкохола у људском тијелу имају различите ефекте на особу. Ефекат алкохола зависи од степена опијености, процента алкохола у вину, пиву или шпиритусу и временског распона од када се узимање алкохола десило, количине поједене хране, као и од других фактора. При количини алкохола у крви 0,03—0,12% долази до општег побољшања расположења и могуће еуфорије, повећања самопоуздања и друштвености, смањења нервозе, настајања црвенила у лицу, потешкоћа у расуђивању и отежане мишићне координације. При количини 0,09—0,25% настаје летаргија, седација, проблеми са равнотежом и замагљен вид. Количина алкохола у крви 0,18—0,30% узрокује дубоку конфузију, потешкоће при говору (нпр. неразговетан говор), посрнућа, вртлоглавица и повраћања. При количини 0,25—0,40% настаје ступор, несвјестица, антероградна амнезија, повраћање (смрт може настати усљед удисања повраћке — плућна аспирација — у несвјесном стању) и хиповентилација (потенцијално опасно по живот). Количина алкохола у крви 0,35—0,80% узрокује кому (несвјестицу), по живот опасну респираторну депресију и могуће фатално тровање алкохолом. Као и код свих алкохолних пића, вожња под утицајем алкохола, управљање авионом или тешком машинеријом повећава ризик од несреће; многе земље имају законе које кажњавају вожњу у пијаном стању.

### Дугорочни ефекти
Главни активни састојак вина, пива и дестилованог шпиритуса је алкохол. Испијањем мањих количина алкохола (најмање једно код жена и два код мушкараца) повезано је са смањењем ризика од срчаних болести, можданог удара, шећерне болести, као и ране смрти. Испијањем веће количине од препоручене, међутим, повећава ризик од срчаних обољења, високог крвног притиска, фибрилација срчаних преткомора и можданог удара. Ризик се повећава код млађих људи код којих пијанство може довести до насиља или несреће. Претпоставља се да око 3,3 милиона људи умире (5,9% свих смрти) због алкохола сваке године. Алкохолизам смањује очекивани животни вијек особе за око десет година, а употреба алкохола је трећи узрок преране смрти у Сједињеним Државама. Непрофесионална медицинска удружења препоручују људима који не пију да почни пити вино. Још један дугорочни ефекат конзумирања алкохола, када се користи заједно са дуванским производима, дјеловање је алкохола као растварача, што омогућава штетним хемикалијама у дувану да уђу унутар ћелија које сачињавају систем органа за варење. Алкохол успорава способност ових ћелија да поправе штету на свом ДНК изазвану штетним хемикалијама у дувану. Алкохол доприноси стварању рака током овог процеса.

## Употреба

### Аперитив и дигестив
Аперитив је било које алкохолно пиће које се служи прије оброка како би подстакло апетит, док је дигестив било које алкохолно пиће које се служи након оброка ради побољшања варења.
Десертна вина, ликери и суви шампањци су чести аперитиви. Због тога што се служе прије оброка, ова пића су чешће сува него слатка.

### Арома
Чист укус етанола је горак људима; док га неки описују као сладак. Међутим, етанол је такође умјерено добар растварач за многе масне материје и етерична уља. То олакшава коришћење ароме и боја у алкохолним пићима како би се прикрио укус, као у дестилованим пићима. Неке ароме могу природним путем бити присутне у сировим материјама пића. Пиво и вино могу бити ароматизовани прије ферментације, а шпиритус се може ароматизовати прије, током или након дестилације. Понекад се арома добија тако што пиће одстоји мјесецима или годинама у буради направљеној од дрвета, као што су храстова бурад. Неколико врста шпиритуса може имати воће или биље у боцама, које је убачено прије њеног пуњења.

### Конгенери
У индустрији алкохолних пића, конгенери су супстанце које настају током ферментације. Ове супстанце заједно са мањим количинама хемикалија попут жељених, као што су пропанол и изоамил алкохол, али и никако не жељених једињења као што су ацетон, ацеталдехид и диол. Конгнери су одговорни за већину укуса и мириса дестилованих алкохолни пића, а доприносе укусу и недестилованих пића. Претпоставља се да баш ове супстанце доприносе симптомима мамурлука.
Танини су конгенери пронађени у вину и присуству фенолних једињења. Вински танини дају горчину, осјећај сушења, зељаст укус и осјећај стезања. Танини вина дају баланс, комплексност, структуру и чине вино дуготрајнијим, тако да играју важну улогу у старењу вину.

### Енергија хране
Алкохолна пића су извор енергије хране. Министарство пољопривреде САД користи цифру од 6,93 килокалорија по граму алкохола за рачунање енергије хране. Многа алкохолна пића садрже угљене-хидрате. На примјер, пиво обично садржи 10—15 грама угљених-хидрата на 350 милилитара што може довести до повећања тјелесне тежине и јављања пивског стомака.
Поред директног ефекта калоријског садржаја, алкохол је такође познат као потенцијални инсулински одговор људског тијела на глукозу, који, у суштини, „налаже” тијелу да претвори конзумиране угљене хидрате у масти и сузбије угљене хидрате и оксидише масти.